# Beiroet (gouvernement)
Het Beiroet Gouvernement (Arabisch: محافظة بيروت; Muhāfazat Bayrūt) is het enige Libanese gouvernement dat slecht uit één district
en één stad, Beiroet bestaat, dat ook de hoofdstad van Libanon is.
De oppervlakte is 19,6 km² (zonder voorsteden); maar ondanks de kleine oppervlakte wordt het beschouwd als het belangrijkste gebied in Libanon.

## Steden
- Beiroet

Akkar · Baalbek-Hermel · Beiroet · Beka · Keserwan-Jbeil · Libanongebergte · Nabatiye · Noord · Zuid